# Миколайчук Андрій Михайлович
Андрі́й Миха́йлович Миколайчу́к (нар. 6 грудня 1959, Умань, Черкаська область, Українська РСР, СРСР) — український співак, композитор, поет та аранжувальник. Автор і виконавець популярних пісень «Піду втоплюся», «Підпільний Кіндрат», «Агент Кольцов», «Маріє». Лауреат фестивалю «Червона рута» у 1989 році.

## Біографія
Народився 6 грудня 1959 у місті Умані Черкаської області. Закінчив Уманське музичне училище та музично-педагогічний факультет Дрогобицького державного педагогічного інституту імені Івана Франка (1995). Вісім років працював музичним вихователем у дитячому садку № 8 м. Умані.
У 1989 році подав заявку на виступ на першому українському фестивалі «Червона рута». З піснями «Піду втоплюся» та «Підпільний Кіндрат» став лауреатом другої премії у жанрі поп-музики (випередивши Павла Дворського) та здобув приз глядацьких симпатій.
Після перемоги на Червоній Руті протягом двох років працював у Львові в театрі «Крива люфа» зі своєю програмою та двома десятками пісень («Підпільний Кіндрат», «Наркомани», «Піду втоплюся», «Партизани», «Лисина Котовського», «Агент Кольцов», «Нестор Іванович», «Весілля в Малинівці», «Отаман»), однак після цього зупинив творчу діяльність. Тоді він навчався в Дрогобицькому педагогічному інституті і єдиним новим твором за цей час став подарований в 1993 році Павлом Зібровим «Лист до Парижа».
У 1995 році була написана пісня «Маріє», яка згодом могла стати заставкою в її звичайному вигляді, але в підсумку, спеціально для телепроєкту «В гостях у Дмитра Гордона» пісня була перезаписана і стала використовуватися як заставка до телепередачі.

### Сімейний стан
Батьки — вчителі фізики.
Одружений, має доньку і двох онуків, які проживають у Києві.

## Дискографія
Новий альбом співак почав записувати влітку 1996 року у Львові, хоча сам на той час уже переїхав жити до Києва. Того року вийшли аж два офіційні альбоми під назвами «Піду втоплюся» та «Бензобаки». У 2004 році був виданий альбом «The Best».
- Піду втоплюся (1996)
- Бензобаки (1996)
- Отаман (1997)
- Про Туніс і Багами (1998)[4]
- The best (2004)